# الکسی چریمیسنوف
الکسی چریمیسِنوف (روسی: Алексей Борисович Черемисинов؛ زادهٔ ۹ ژوئیهٔ ۱۹۸۵) یک شمشیرباز اهل روسیه است. وی برنده مدال طلا بازی‌های المپیک تابستانی ۲۰۱۶ است.